# Municipio de Foster (condado de Marion)
El municipio de Foster (en inglés: Foster Township) es un municipio ubicado en el condado de Marion en el estado estadounidense de Illinois. En el año 2010 tenía una población de 379 habitantes y una densidad poblacional de 4,12 personas por km².

## Geografía
El municipio de Foster se encuentra ubicado en las coordenadas 38°46′53″N 88°57′52″O / 38.78139, -88.96444. Según la Oficina del Censo de los Estados Unidos, el municipio tiene una superficie total de 92.07 km², de la cual 91,97 km² corresponden a tierra firme y (0,11 %) 0,1 km² es agua.

## Demografía
Según el censo de 2010, había 379 personas residiendo en el municipio de Foster. La densidad de población era de 4,12 hab./km². De los 379 habitantes, el municipio de Foster estaba compuesto por el 96,83 % blancos, el 1,58 % eran amerindios y el 1,58 % eran de una mezcla de razas. Del total de la población el 1,32 % eran hispanos o latinos de cualquier raza.